# Al-Mustanjid
Abū al-Muẓaffar "al-Mustanjid bi-llah" Yūsuf ibn Muḥammad al-Muqtafī (in arabo أبو المظفر "المستنجد بالله" يوسف بن محمد المقتفى‎?; Baghdad, 1124 – Baghdad, 18 dicembre 1170) è stato califfo abbaside dal 1160 al 1170, salito al trono dopo la morte del padre al-Muqtafi.
Una delle donne del padre al-Muqtafî tentò di mettere sul trono un suo figlio, ricevendo il sostegno di alcuni emiri, armò alcuni suoi schiavi con dei pugnali e ordinò loro di uccidere al-Mustanjid quando questi sarebbe andato a vedere il cadavere di suo padre. Al-Mustanjid scoprì il complotto e fece imprigionare il fratellastro e la madre.
Durante il suo califfato Norandino e Saladino compirono delle campagne di successo, sia contro i crociati che contro i Fatimidi d'Egitto.
Gli succedette il figlio al-Mustadi' nel 1170.